# Adenilil-sulfat reduktaza
Adenilil-sulfat reduktaza (EC 1.8.99.2, adenozin fosfosulfatna reduktaza, adenozin 5'-fosfosulfatna reduktaza, APS-reduktaza, APS reduktaza, AMP, sulfit:(akceptor) oksidoreduktaza (formira adenozin-5'-fosfosulfat)) je enzim sa sistematskim imenom AMP,sulfit:akceptor oksidoreduktaza (formira adenozin-5'-fosfosulfat). Ovaj enzim katalizuje sledeću hemijsku reakciju:
AMP + sulfit + akceptor {\displaystyle \rightleftharpoons } adenilil sulfat + redukovani akceptor
Ovaj enzim je flavoprotein (FAD). Metil viologen može da deluje kao akceptor.

## Literatura
- Nicholas C. Price; Lewis Stevens (1999). Fundamentals of Enzymology: The Cell and Molecular Biology of Catalytic Proteins (Third изд.). USA: Oxford University Press. ISBN 019850229X.
- Eric J. Toone (2006). Advances in Enzymology and Related Areas of Molecular Biology, Protein Evolution (Volume 75 изд.). Wiley-Interscience. ISBN 0471205036.
- Branden C; Tooze J. Introduction to Protein Structure. New York, NY: Garland Publishing. ISBN 0-8153-2305-0.
- Irwin H. Segel. Enzyme Kinetics: Behavior and Analysis of Rapid Equilibrium and Steady-State Enzyme Systems (Book 44 изд.). Wiley Classics Library. ISBN 0471303097.

## Spoljašnje veze
- Adenylyl-sulfate+reductase на 